# Małe kobietki (anime 1981)
Małe kobietki (jap. 「若草物語」より 若草の四姉妹 „Wakakusa monogatari” yori wakakusa no yon shimai) – serial anime z 1981 roku. Adaptacja powieści Louisy May Alcott o tym samym tytule. W Polsce wersja filmowa została wydana na VHS w latach 90 z angielskim dubbingiem i polskim lektorem (Tomasz Knapik). 
Wyprodukowano także film animowany, wydany 3 maja 1980 roku.

## Fabuła
Historia czterech młodych sióstr: Beth, Meg, Jo i Amy, które dorastają w małej miejscowości Concord w czasie Wojny Secesyjnej.

## Obsada (głosy)

### Dubbing japoński
- Keiko Han jako Beth
- Yuko Takaji jako Meg
- Mami Koyama jako Jo
- Chiyoko Kawashima jako Amy

### Dubbing angielski
- Maggie Roswell jako Beth
- Sydney Penny jako Meg
- Morgan Fairchild jako Jo
- Natalie Gregory jako Amy

## Wersja polska
- Wersja filmowa (okrojona) wydana na VHS z angielskim dubbingiem i polskim lektorem, którym był Tomasz Knapik.